# Жичкин, Алексей Егорович
Алексей Егорович Жичкин — советский хозяйственный и государственный деятель, лауреат Государственной премии СССР за выдающиеся достижения в труде.

## Биография
Родился в 1941 году в Рославльском районе Смоленской области. Член КПСС.
В 1962—1991 — механизатор, бригадир колхоза «Советская Армия» села Липовка Рославльского района Смоленской области.
В 1991—2009 — учредитель и механизатор компании «Колхоз „Советская Армия“».
За получение высоких и устойчивых урожаев технических, овощных, плодовых культур, картофеля, льна, хлопка, чая на основе применения достижений науки и внедрения комплексной механизации был в составе коллектива удостоен Государственной премии СССР за выдающиеся достижения в труде 1979 года.
Депутат Верховного Совета РСФСР 9-го созыва.
Умер в 2020 году в Рославльском районе.

## Награды
- Орден Октябрьской Революции
- Орден Трудового Красного Знамени